# Joseph Tainter
Joseph Anthony Tainter (nascut el 8 de desembre de 1949) és un antropòleg i historiador estatunidenc.

## Biografia
Tainter va estudiar antropologia a la Universitat de Califòrnia, Berkeley i la Northwestern University, on va rebre el seu doctorat el 1975. El 2012 era professor al Departament de Medi Ambient i Societat de la Universitat Estatal de Utah. Anteirorment havia treballat a la Universitat Estatal de Nou Mèxic.
Tainter ha escrit i editat molts articles i monografies. La seva obra més coneguda, The Collapse of Complex Societies (1988), examina el col·lapse de les civilitzacions maia i chacoana, i de l'Imperi Romà d'Occident, en termes d'teoria de xarxes, economia de l'energia i teoria de la complexitat. Tainter argumenta que la sostenibilitat o el col·lapse de les societats es deriven de l'èxit o el fracàs de les institucions de resolució de problemes i que les societats s'enfonsen quan les seves inversions en complexitat social i els seus subsidis energètics arriben a un punt de rendiments marginals decreixents. Reconeix el col·lapse quan una societat desprèn involuntàriament una part important de la seva complexitat.
Amb Tadeusz Patzek, és autor de Drilling Down: The Gulf Oil Debacle and Our Energy Dilemma, publicat el 2011.
Està casat amb Bonnie Bagley i tenen un fill, Emmet Bagley Tainter.

## Obres
- Joseph Tainter. The Collapse of Complex Societies.  Cambridge University Press, 1988. ISBN 978-0-521-38673-9.
- Joseph A. Tainter. Drilling Down: The Gulf Oil Debacle and Our Energy Dilemma.  Springer Science & Business Media, 18 setembre 2011. ISBN 978-1-4419-7677-2.